# Nahum Sonenberg
Nahum Sonenberg (* 29. Dezember 1946 in Wetzlar) ist ein israelisch-kanadischer Biochemiker und Professor an der McGill University in Montreal, Kanada.

## Leben
Sonenberg erwarb einen Bachelor und einen Master in Mikrobiologie und Immunologie an der Universität Tel Aviv und 1976 einen Ph.D. am Weizmann-Institut für Wissenschaften in Rechovot, Israel. Als Postdoktorand arbeitete er am Roche Institute of Molecular Biology in Nutley, New Jersey. Seit 1979 ist er an der McGill University in Montreal, Kanada, wo er heute (Stand 2022) Professor für Biochemie ist.
Sonenberg ist verheiratet und hat zwei Töchter.

## Wirken
Sonenberg identifizierte das eIF4E-Protein, das zur 5'-Cap-Struktur der mRNA gehört und entdeckte den IRES-Mechanismus zur Initiierung der Translation bei Eukaryoten und die Cap-abhängige Regulation der Translation durch eIF4E-bindende Proteine (4E-BP). Er konnte den Protoonkogen-Charakter des eIF4E zeigen und dass Rapamycin (Sirolimus) das eIF4E-Protein hemmt (siehe mTOR). Durch Untersuchungen an 4E-BP-Knockout-Mäusen konnten Sonnenberg und Mitarbeiter zeigen, dass eIF4E eine wichtige Rolle im Stoffwechsel des Fettgewebes, bei der angeborenen Immunität und in Prozessen des Lernens und des Gedächtnisses spielt.
Weitere Arbeiten befassen sich mit Virologie: Poliovirus, Rhinoviren und Humanes Immundefizienz-Virus (HIV).

## Auszeichnungen (Auswahl)
- 1992 Mitgliedschaft in der Royal Society of Canada[3]
- 2002 Robert L. Noble Prize[4]
- 2005 Killam Prize[5]
- 2006 Mitgliedschaft in der Royal Society[6]
- 2006 Mitgliedschaft in der American Academy of Arts and Sciences[7]
- 2009 Gairdner Foundation International Award[8]
- 2010 Officer des Order of Canada[9]
- 2012 Rosenstiel Award
- 2012 Fellow der American Association for the Advancement of Science
- 2014 Wolf-Preis in Medizin
- 2015 Mitglied der National Academy of Sciences
- 2020 Ehrendoktorat des INRS (Institut national de la recherche scientifique, Québec)
- 2023 Aufnahme in die Canadian Medical Hall of Fame